# Simone Ragusi
Pas d'image ? Cliquez ici

a Compétitions nationales et continentales officielles uniquement.

b Matchs officiels uniquement.
Dernière mise à jour le 2 avril 2022.
Simone Ragusi, né le 28 mars 1992 à Milan, est un joueur de rugby à XV italien. Il évolue au poste de demi d'ouverture et joue pour le Rugby Calvisano.

## Biographie
Ragusi est né à Milan dans une famille de rugbyman. Son père est entraîneur et son frère, Frederick, est joueur de rugby à XV professionnel à l'AS Rugby Milano en championnat italien. Il commence le rugby à XV à l'âge de quatre ans avec l'AS Rugby Milano.
En 2011, il rejoint le pays de Galles afin de gagner en expérience avec les Ospreys mais il ne parvient pas à se faire une place dans l'équipe. À la place, il est prêté au Bridgend RFC qui joue en première division galloise. 
Il retrouve l'Italie en 2012 et rejoint Prato en Championnat d'Italie de rugby à XV. Il joue régulièrement à l'ouverture en équipe première et dispute la finale du championnat perdue 11-16 contre Mogliano Rugby SSD. Cette même saison, il fait ses débuts avec Italie A. La saison suivante, il rejoint le Rugby Rovigo. Il perd à nouveau la finale du championnat cette fois face à Rugby Calvisano. En 2014, il rejoint le Benetton Trévise pour disputer le Pro12. Il est appelé en équipe d'Italie pour préparer la tournée d'automne mais ne dispute aucun match.